# Кърби Бъкетс
„Кърби Бъкетс“ (на английски: Kirby Buckets) е американски сериал, излъчващ се по Disney XD от 20 октомври 2014 г.

## Сюжет
Кърби Бъкетс мечтае да стане известен аниматор, подобно на своя идол, Мак МакКалистър, и взаимодейства със сътворените от него герои. Подобно на Николас Мартин в МакГии и Аз!.

## Герои

### Главни
- Кърби Бъкетс (Джейкъб Бертранд) – главният герой.-Cobra kai
- Доун Бъкетс (Оливия Стък) – по-голяма сестра на Кърби.
- Фиш (Микей Къртис) е най-добрата приятел на Кърби, заедно с Илаем.
- Илаем (Кейд Сътън) – най-добрият приятел на Кърби, заедно с Фиш.
- Белинда (Тифани Еспенсън) – най-добрата приятелка на Доун.

### Повтарящи се
- Г-жа Бъкетс (Сузи Барет) Майката на Кърби
- Дейв Бъкетс (Майкъл Наутън) Бащата на Кърби.
- Директор Мичъл (Стивън Киарин) е директор на училището на Кърби.
- Големия Рики (Джак Фоли) е ученик в училището на Кърби.

## В България
Кърби Бъкетс започва на 6 февруари 2017 г. по Disney Channel от 20:30.